# Мурашёв, Николай Семёнович
Николай Семёнович Мурашёв (1925 — 2007) — советский сержант, командир отделения взвода пешей разведки 601-го стрелкового полка, 82-й стрелковой дивизии, 47-й армии, 1-го Белорусского фронта. Полный кавалер ордена Славы.

## Биография
Родился 25 апреля 1925 года в селе Уян Иркутской области в крестьянской семье. После окончания семи классов, работал шофёром Тулунского лесхоза.
С 1943 года призван в ряды РККА и направлен в действующую армию — разведчик и командир отделения взвода пешей разведки 601-го стрелкового полка, 82-й стрелковой дивизии, 47-й армии, воевал на 1-м Белорусском фронте, участвовал во всех наступательных операциях своей дивизии и полка.
16 февраля 1945 года разведчик, рядовой Н. С. Мурашёв в боях на подступах к городу Фалькенбург в составе группы из шести бойцов удерживал безымянную высоту, уничтожил много гитлеровцев. За это 2 марта 1945 года Указом Президиума Верховного Совета СССР Н. С. Мурашёв был награждён орденом Славы 3-й степени.
В феврале 1945 года разведчик, рядовой Н. С. Мурашёв в районе города Варка (Польша), действуя в составе разведгруппы, из автомата в боях уничтожил тринадцать гитлеровцев. 16 марта 1945 года Указом Президиума Верховного Совета СССР Н. С. Мурашёв был награждён орденом Славы 3-й степени. 12 мая 1986 года Указом Президиума Верховного Совета СССР Н. С. Мурашёв был перенаграждён орденом Славы 1-й степени.
21 апреля 1945 года командир отделения, сержант Н. С. Мурашёв в боях на подступах к Берлину с отделением вышел в тыл противнику и внезапной атакой нанёс ему большой урон. Лично в этом бою сразил более десяти пехотинцев. 24 мая 1945 года Указом Президиума Верховного Совета СССР Н. С. Мурашёв был награждён орденом Славы 2-й степени.
С 1948 года сержант Н. С. Мурашёв был демобилизован из Советской армии. Жил и работал в Иркутске. Умер 17 сентября 2007 года в городе Иркутск.

## Награды
- Орден Славы I степени (1986)
- Орден Славы II степени (1945)
- Орден Славы III степени (1945)
- Орден Отечественной войны I степени (1985)
- Медаль «За отвагу» (1944)
- Медаль «За боевые заслуги» (1944)
- Медаль «За победу над Германией в Великой Отечественной войне 1941—1945 гг.»